# 포베다 (전함)
포베다(러시아어: Победа)는 원래 러시아 제국 해군의 페레스베트급 전함, 전노급전함으로 1902년 10월에 취역하여 1904년 발발한 러일 전쟁 중 여순항 해전과 황해 해전에 참전하였다.
1904년 12월 7일 여순항에 정박 중 일본 제국 육군의 포격으로 침몰한다. 러일 전쟁이 끝난 후 1905년 10월 17일 일본 제국 해군에 의해 끌어올려져, 1905년 10월 25일 일본 해군에 편입되어 전함 스오(周防)가 된다. 함 이름은 옛 국가 ‘스오국’에서 연유한 것이며, 천황에게 올린 후보함 이름 중에는 ‘이요’ (伊豫)도 있었다.

## 함 이력

### 포베다
러시아 상트페테르부르크의 발트해 조선소에서 1898년 8월 1일 기공되었다. 1900년 5월 24일 진수되어, 1902년 7월 31일 취역했다.
러일 전쟁에서 포베다는 뤼순 앞바다에서 피탄을 하여 손상되었고, 이어 기뢰를 맞았다. 1904년 8월 10일 황해 해전에 참가하여, 11발의 명중탄을 맞는다. 그 후 12월 7일에 여순항에서 정박 중 일본 육군의 포격을 받아 침몰했다.
러일 전쟁이 끝나고 1905년 10월 17일에 끌어올려, 같은 해 10월 25일 전함 스오(周防)로 일본 해군에 편입시키면서 수리 후 재취역했다.

### 스오
1912년 일등해방함으로 분류되었다. 제1차 세계 대전에서 청도 공략전에 참전했다. 이때는 제2함대 카토 사다키치(加藤定吉) 중장의 기함이었다.
1922년 워싱턴 해군 군축 조약에 따라 퇴역을 시켜 해체가 시작되었지만, 그 사이 침수되어 전복되었다.

## 참고자료
- 福井静夫 『사진 일본해군 전함 艇史』 베스트셀러, 1994년 ISBN 4-584-17054-1
- 해군역사보존회 『일본해군사』 제9권, 제10권 第一法規出版, 1995년
- 『관보』